# Coccoloba cordata
Coccoloba cordata är en slideväxtart som beskrevs av Adelbert von Chamisso. Coccoloba cordata ingår i släktet Coccoloba och familjen slideväxter. Inga underarter finns listade i Catalogue of Life.